# 吳東亮
吳東亮（1950年4月11日—），臺灣企業家，新光集團核心人物之一。集團創辦人吴火狮三子。現為台新金控董事長。

## 生平
生於臺北市，就讀建國中學，擁有輔仁大学化学系學士、加州大學洛杉磯分校企业管理硕士學位。自美留学返台后从父经营企业，历任公司各级管理人员。现任台新金控、欣财公司、新光电脑公司董事长，新光合成纤维公司、泛亚聚脂工业公司总经理，新光百货育乐公司、新光建设开发公司、华侨信托投资公司常务董事，华南银行监察人等职。
於2004年7月27日，吳東亮無預警換掉台証證券吳東昇的四席董事，其母親吳梁桂蘭還因此斥責吳東亮，老大吳東進和老二吳東賢也站在老四這邊。
2020年《富比士》公布的台灣50大富豪，吳東亮資產為14.6億美元，排名第30。

## 個人生活
吳東亮與妻子彭雪芬育有二子。長子吳昕威，為旅法服裝設計師，自創男裝品牌Peter Wu。次子吳昕豪2015年與胡定吾之女胡亦蓮結婚，2020年任台新銀行、台新證券董事。
1990年在台北市天母自宅被胡關寶集團綁架勒贖，後來由妻子彭雪芬帶1億元現金付贖，讓吳東亮平安獲釋；主嫌胡關寶1991年被判處死刑並槍決。

## 榮譽
2024年獲哈佛商業評論頒發百大企業領袖

## 詳見
- 台新銀行